# Yukie Utsumi
Yukie Utsumi (内海幸枝 Utsumi Yukie) is een personage uit de film Battle Royale. Ze werd gespeeld door actrice Eri Ishikawa.

## Voor Battle Royale
Yukie was een derdeklasser van de fictieve Shiroiwa Junior High School. Ze was de klassenvertegenwoordiger en was ook erg goed in volleybal. Ze was erg intelligent en de beste vriendin van Haruka Tanizawa. Ze was verliefd op Shuya Nanahara.

## Battle Royale
Ze kreeg een Smith & Wesson .357 pistool, maar was vastberaden deze niet te gebruiken. In plaats daarvan wilde ze met zo veel mogelijk mensen verzamelen en een weg van het eiland te vinden. Ze verbleef met Satomi Noda, Yuka Nakagawa, Chisato Matsui en Haruka Tanizawa op de vuurtoren. Later kwam Yuko Sakaki er ook bij.
Toen Hiroki Sugimura de verwonde Shuya naar hen bracht, was zij het die voor hem zorgde. Toen ze vertelde dat Shuya beter zou worden, wilde Yuko hem vergiftigen, maar vermoordde per ongeluk Yuka. Ze werden allemaal bang en Satomi pakte haar machinegeweer en schoot onder andere Yukie dood.